# Cryptojacking
Le cryptojacking, contraction des termes "cryptomonnaie" et "highjacking" ("détournement" en français), est l'acte de détourner un appareil électronique (un ordinateur, un smartphone, un objet connecté,...) pour extraire des crypto-monnaies contre la volonté des utilisateurs, via des sites Web ou des virus informatiques,. Au contraire d'autres logiciels malveillants, le cryptojacking ne s'intèresse pas à l'espionnage et au vol de données sensibles.
Les crypto-monnaies minées le plus souvent sont le Monero et le Zcash, car elles ont la particularité d'assurer l'anonymat et de demander moins de puissance de calcul que le Bitcoin ou l'Ethereum,.
Le cryptojacking s'attaque aux utilisateurs privés comme aux grandes entreprises. Lorsqu'un ordinateur est détourné, le seul élément notable pour s'en rendre compte est le ralentissement du système : un cheval de Troie est alors en action pour utiliser les capacités de calcul de l'appareil en arrière-plan.

## Événements notables

### CoinHive
Coinhive est une bibliothèque JavaScript utilisée pour faire miner l'ordinateur d'un utilisateur visitant une page internet sur son navigateur.
Initialement présenté comme une alternative au captcha et un moyen de lutte contre les attaques par déni de service, ce projet a rapidement été utilisé à grande échelle à l'insu des usagers.

### Eternalminer
Apparu en juin 2017, ce malware permettait la création d’un réseau distribué de minage de crypto-monnaie grâce à la vulnérabilité CVE-2017-7494, nommée SambaCry, utilisée entre autres par le ransomware WannaCry.

### Linux.MulDrop.14
En mai 2017, un virus ayant pour objectif la création d’un botnet de minage cible les Raspberry Pi mal configurés. Ces Raspberry laissant les ports SSH ouverts aux connexions externes avec les identifiants par défaut sont ainsi infectés et diffusent à leur tour le virus aux autres machines du réseau, avant de se mettre à miner du Monero pour le compte des pirates.

### Serveur Microsoft Exchange
En 2021, plusieurs vulnérabilités Zero-day ont été trouvées sur les serveurs Microsoft Exchange, permettant l'exécution de code à distance.